# Kępkowiec brązowooliwkowy
Kępkowiec brązowooliwkowy (Myochromella inolens (Fr.) V. Hofst., Clémençon, Moncalvo & Redhead) – gatunek grzybów z rodziny kępkowcowatych (Lyophyllaceae).

## Systematyka i nazewnictwo
Pozycja w klasyfikacji według Index Fungorum: Myochromella, Lyophyllaceae, Agaricales, Agaricomycetidae, Agaricomycetes, Agaricomycotina, Basidiomycota, Fungi.
Po raz pierwszy gatunek ten opisał w 1838 r. Elias Fries, nadając mu nazwę Agaricus inolens. Obecną nazwę nadali mu w 2014 r. V. Hofst., Clémençon, Moncalvo i Redhead. Niektóre inne synonimy nazwy naukowej:
- Lyophyllum inolens (Fr.) Kühner & Romagn. 1943
- Tephrocybe inolens (Fr.) M.M. Moser 1967
- Tephrophana inolens (Fr.) Kühner 1938[2].

Polską nazwę zarekomendował Władysław Wojewoda w 2003 r., ale dla synonimu Lyophyllum inolens. Jest niespójna z aktualną nazwą naukową.

## Morfologia
Kapelusz
Średnica 2–4 (5) cm, początkowo dzwonkowaty, później płaski z garbem. Powierzchnia promieniście włóknista, drobnoziarnista, promieniście pomarszczona, brzeg falisty, tylko blaszki delikatnie prześwitująco ząbkowane, brązowawa, jasnobrązowa, przechodzący do jasnooliwkowej lub do kawy z mlekiem, w stanie suchym matowa, w stanie wilgotnym tłusta, błyszcząca.
Blaszki
Z blaszeczkami, cieliste do kremowobeżowych, karbowane.
Trzon
Wysokość 2–5 (6) cm, grubość 0,3–0,5 (0,7) cm, rurkowaty, często spłaszczony, zwężający się u podstawy. Powierzchnia szarobrązowa z białawym odcieniem, nieco lekko biało-płatkowata.
Miąższ
Brązowy, cienki. Zapach neutralny do lekko mącznego, zjełczałego, smak lekki, łagodny.
Wysyp zarodników
Biały.
Cechy mikroskopowe
Zarodniki białe, 6,4–7,7 × 2–5 µm, zmienne, smukłe elipsoidalne, o wierzchołkach od szeroko zaokrąglonych do zwężonych, Q = 1,6–2,1. Podstawki 23–30 × 6–8 µm, czterozarodnikowe, ze sprzążkami. Strzępki miąższu blaszek o grubości ok. 4,5–10,5 µm.
Gatunki podobne
Jest wiele podobnych gatunków niewielkich grzybów. Ważną cechą pomagająca go od nich odróżnić jest biały wysyp zarodników – u większości podobnych gatunków jest on rdzawy.

## Występowanie i siedlisko
Znany jest głównie w Europie, poza nią podano pojedyncze stanowiska w Rosji i USA. W Polsce W. Wojewoda w 2003 r. przytoczył jedno tylko stanowisko z uwagą, że częstość występowania i stopień zagrożenia tego gatunku nie są znane. W późniejszych latach podano następne stanowiska.
Naziemny grzyb saprotroficzny. Występuje w lasach.